# Squad Busters
Squad Busters é um jogo mobile da desenvolvedora finlandesa de videogames Supercell, com sede em Helsinque.
É um jogo de estratégia casual em que o jogador coleta moedas e joias de outros esquadrões, de saques espalhados pelo mapa e de monstros. As moedas permitem que você compre baús com os quais você pode conseguir novos personagens para se juntarem ao seu time. As joias permitem que você se classifique no jogo, já que o jogador com mais joias no final do tempo vence.
No dia 14 de maio de 2024,alguns dias antes do lançamento global do jogo, foi dada totalmente de graça um visual com referência ao Squad Busters num jogo da mesma empresa, o Brawl Stars

## Desenvolvimento
O videogame foi anunciado em 31 de janeiro de 2023 e depois teve um lançamento limitado em versão beta em 6 de fevereiro do mesmo ano apenas para o Canadá e terminou em 16 de fevereiro. Posteriormente, em maio de 2023, outro beta limitado (somente Android) foi anunciado que durou de 22 a 29 de maio, disponível apenas no Canadá, México e Espanha.
Quase um ano após o último beta, em 1º de abril de 2024, “muitos novos recursos interessantes” foram anunciados para o futuro do jogo. Posteriormente, em 8 de abril do mesmo ano foi anunciado que o jogo estará disponível em soft launch a partir de 23 de abril no Canadá, México, Espanha, Noruega, Finlândia, Dinamarca e Singapura.
Em 25 de abril de 2024, foi revelado que o videogame será lançado globalmente em 29 de maio do mesmo ano.
No videogame há 27 personagens de outros produtos da Supercell, 10 de Clash Royale/Clash of Clans, 11 de Brawl Stars, 2 de Hay Day, 3 de Boom Beach e 1 de Hay Day Pop.

## Economia
O jogo pode ser acessado gratuitamente, porém contém microtransações no aplicativo.